# 珠峰登山博物馆
珠峰登山博物馆是一座位于中国西藏自治区拉萨市西藏登山学校内的博物馆。

## 历史
该馆于2008年5月12日开馆。该馆主要介绍珠穆朗玛峰地区的地形地貌和生态物种，并帮助参观者了解人类攀登珠穆朗玛峰和中国人攀登珠穆朗玛峰的历史以及登山运动的历史和相关知识。